# Passo (città)
Passo (in greco Παξοί?, Paxi) è un comune della Grecia situato nella periferia delle Isole Ionie (unità periferica di Corfù) con 2 300 abitanti secondo i dati del censimento 2011.
Il territorio comunale comprende l'isola di Passo, quella di Antipasso e numerose isole disabitate.

## Località
Le località del comune sono le seguenti:
- Antipasso
- Mogonisi
- Nisaki o Panagia
- Katsonisi
- Apergatika
- Argyratika
- Aronatika
- Dalietatika
- Gaios (sede comunale)
- Gramatikeika
- Lakka
- Longos o Loggos
- Magazia
- Makratika
- Ozias
- Platanos o Fontana
- Porto Longos
- Velianitatika
- Vlachopoulatika
- Zenebissatika